# 20 centímetros
20 centímetros es una película española dirigida por Ramón Salazar.

## Argumento
Marieta (Mónica Cervera) nació como Adolfo, pero se siente mujer. Detesta su pene y quiere cambiarse de sexo, como bien refleja en su DNI. Padeciendo narcolepsia, Marieta sueña un musical al estilo Tómbola de Marisol o de Enrique y Ana.
En su trabajo como prostituta, sus 20 centímetros de pene llaman mucho la atención a los clientes. Uno de ellos (Pablo Puyol) empieza a mostrar más interés en los 20 centímetros de ella que en los de él, mientras Marieta se enamora de él.

## Reparto
| Intérprete              | Personaje                         |
| ----------------------- | --------------------------------- |
| Mónica Cervera          | Marieta                           |
| Pablo Puyol             | El reponedor                      |
| Miguel O'Dogherty       | Tomás                             |
| Concha Galán            | Berta                             |
| Pilar Bardem            | La Candelaria                     |
| Rossy de Palma          | La Frío - Ice Box                 |
| Lola Dueñas             | Rebeca mayor                      |
| Juan Sanz               | Gustavo                           |
| Richard Shaw            | Paulito                           |
| Najwa Nimri             | La Conejo                         |
| María Lalane            | Maestra                           |
| Inma Olmos              | La Malfollá                       |
| Pepa Charro             | Graziella                         |
| Pep Noguera             | Superior                          |
| Cayetana Márquez        | Pili La Pelos                     |
| Jesús Lena Fuster       | La Chini                          |
| Macarena Gómez          | Rebeca menor                      |
| La China Patino         | La Trico                          |
| Fanny de Castro         | Madre del Reponedor               |
| Vicente Haro            | Padre del Reponedor               |
| Ismael Martínez         | Policía amable                    |
| Sagrario Calero         | Limpiadora 1                      |
| Geli Albaladejo         | Funcionaria morena - Empleada ETT |
| Alberto Arcos           |                                   |
| Miguel Ángel Blanco     |                                   |
| Eduardo del Olmo        |                                   |
| Susana Garrote          |                                   |
| Miguel Guardiola        |                                   |
| Imán Padellano          |                                   |
| Elisabet Paz            |                                   |
| Pablo Esbert Lilienfeld |                                   |
| Agustín Galiana         |                                   |
| Marina Lozano           |                                   |
| Marta Malone            | Bailarina                         |
| Moisés Ramírez          |                                   |
| Fernando Ransanz        |                                   |
| Noel Salazar            |                                   |
| Emilia Uutinen          |                                   |
| Tomás Álvarez           |                                   |